# Národní park Nairobi
Národní park Nairobi náleží k nejznámějším národním parkům v Keni. Byl vyhlášen v roce 1946 a je tak zde také nejstarším národním parkem vůbec. Má suché klima a nachází se v nadmořské výšce 1 533 – 1 760 m n. m., a to přibližně 7 km jižně od centra Nairobi, hlavního města Keni, od kterého jej odděluje pouze oplocení. Blízkost parku s civilizací dokazuje i to, že jsou odsud dobře patrné nairobské mrakodrapy.
I přes výše zmíněný fakt a relativně malou rozlohu (117,21 km²) se však na jeho území vyskytuje velké množství rozmanitých rostlinných i živočišných druhů, mezi které patří např. buvol africký, paviáni, buvolec stepní, nosorožec černý, zebra stepní, gepard, gazela Grantova, hroch obojživelný, levhart skvrnitý, lev, gazela Thomsonova, impala, žirafa, pštros dvouprstý, antilopy rodu Taurotragus nebo supi. Je znám také jako významná ornitologická oblast, vyskytuje se zde totiž až 500 ptačích druhů.